# Jeep Avenger EV
De Jeep Avenger EV is een elektrische auto in de compacte klasse (B). Het voertuig wordt gemaakt door autoproducent Jeep uit de Verenigde Staten, en is sinds januari 2023 te koop in Nederland.

## Specificaties[2]
Specificaties zijn van het "basis"-model zonder aanvullende opties.

### Vervoer
De auto biedt vijf zitplaatsen, waarvan er drie geschikt zijn voor Isofix-kinderzitjes. Er is standaard 355 liter kofferbakruimte. Het voertuig is standaard niet voorzien van een trekhaak. 

### Accu
De auto heeft een 54 kWh grote tractiebatterij waarvan 50,8 kWh bruikbaar is. Dit resulteert in een WLTP-gemeten actieradius van 404 km, wat neerkomt op 300 km in de praktijk. De accu is actief gekoeld. De accu wordt geproduceerd door CATL. Het accupakket heeft een nominaal voltage van 377 V. 

### Opladen
De accu van de auto kan standaard worden opgeladen via een type 2-connector met laadvermogen van 11 kW door gebruik van 3-fase 16 ampère, waarmee de auto in 5,5 uur van 0 % naar 100 % geladen kan worden. Bij gebruik van een snellader met een CCS-aansluiting kan een laadsnelheid van maximaal 100 kW worden bereikt, waarmee de auto in minimaal 26 minuten van 10 % naar 80 % geladen kan worden, wat neerkomt op een snellaadsnelheid van 480 km/u. 

### Prestaties
De elektronische aandrijflijn van de auto kan 115 kW of 156 pk aan vermogen leveren, waarmee de auto met 260 Nm koppel in 9 seconden kan optrekken van 0 naar 100 km/u. De maximale snelheid die bereikt kan worden is ongeveer 150 km/u. 

## Galerij

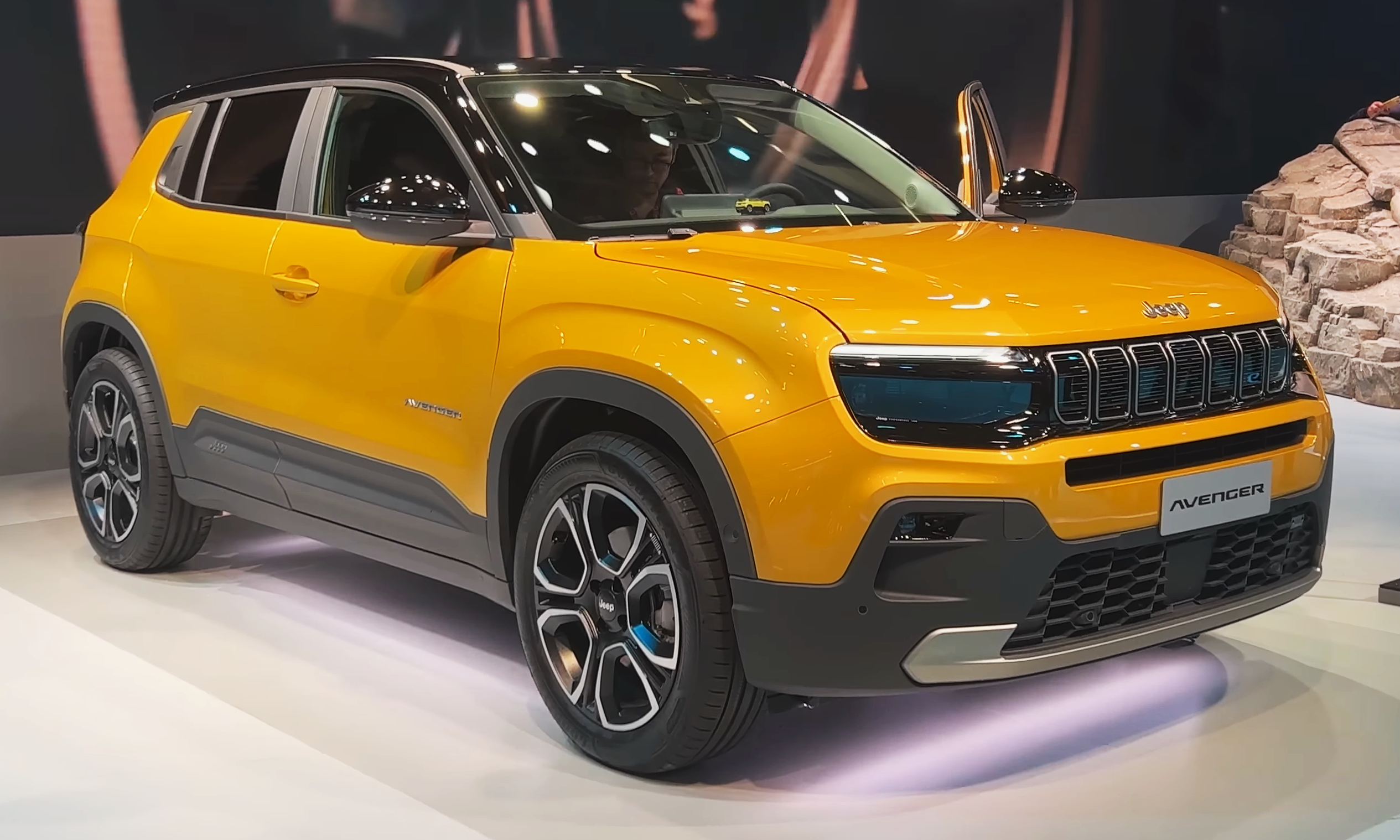
Voorzijde
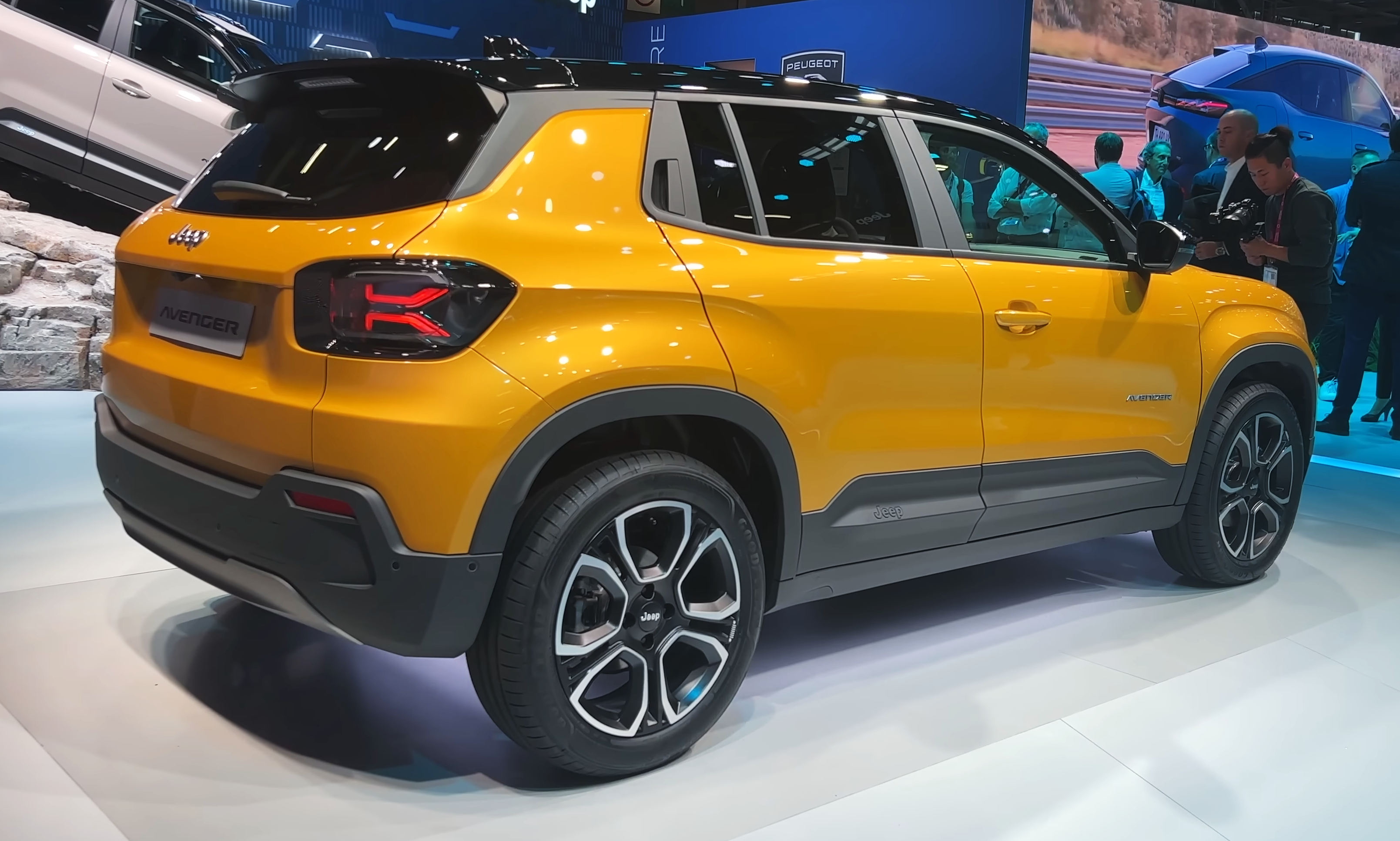
Achterzijde
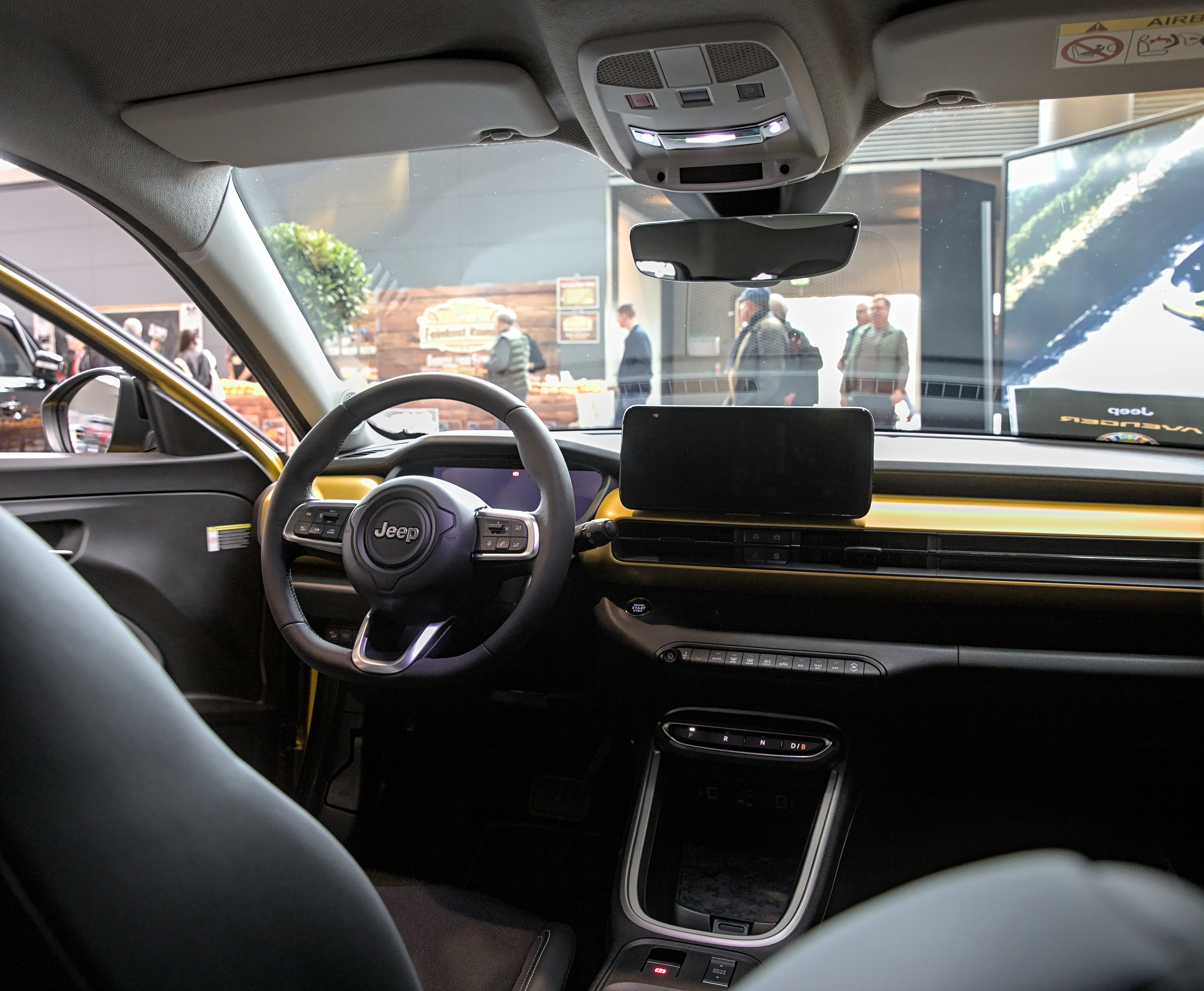
Interieur

## Onderscheiding
Dit autotype werd in 2023 verkozen tot Auto van het Jaar.